# Fransdyngbagge
Fransdyngbagge (Aphodius contaminatus) är en skalbaggsart som först beskrevs av Herbst 1783.  Fransdyngbagge ingår i släktet Aphodius, och familjen bladhorningar. Enligt den finländska rödlistan är arten nära hotad i Finland. Arten är reproducerande i Sverige. Artens livsmiljö är torra gräsmarker.

## Bildgalleri

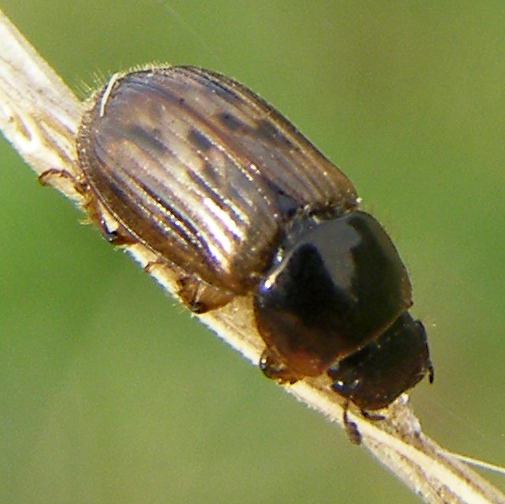